# Millwood (Oregon)
Millwood az Amerikai Egyesült Államok északnyugati részén, Oregon állam Douglas megyéjében elhelyezkedő önkormányzat nélküli település.
Az 1886. június 7-e és 1931. július 31-e között működő posta első vezetője W.B. Clarke volt.

## Fordítás
- Ez a szócikk részben vagy egészben  a   Millwood, Oregon című angol Wikipédia-szócikk ezen változatának fordításán alapul.  Az eredeti cikk szerkesztőit annak laptörténete sorolja fel. Ez a jelzés csupán a megfogalmazás eredetét és a szerzői jogokat jelzi, nem szolgál a cikkben szereplő információk forrásmegjelöléseként.